# Igor Emri
Igor Emri, slovenski strojni inženir, * 22. maj 1952, Murska Sobota.
Po diplomi 1974 na ljubljanski FS je prav tam 1981 doktoriral. Leta 1975 se je zaposlil na FS v Ljubljani, sledila je izvolitev za docenta (1983), za izrednega (1988) in rednega profesorja (1996) za mehaniko. V letih 1979−81 se je strokovno izpopolnjeval na Kalifornijskem inštitutu za tehnologijo v Pasadeni (ZDA). Leta 1996 je na ljubljanski FS ustanovil center za eksperimentalno mehaniko in postal njegov vodja. S področja eksperimentalne mehanike je objavljal članke v mednarodnih znanstvenih revijah. Objavil je preko 100 izvirnih znanstvenih člankov in prispevkov, tri samostojna znanstvena dela pa so bila objavljena v monografijah.
Področje mehanike časovno-odvisnih materialov (“mechanics of time-dependent materials”) sta leta 1993 ustanovila profesorja Emri in W. G. Knauss kot sekcijo ameriškega združenja The Society of Experimental Mechanics. Leta 1995 so začeli z organizacijo neodvisnih mednarodnih konferenc, med katerimi je bila prva organizirana v Ljubljani, njene lokacije pa zdaj krožijo med EU, Ameriko in Azijo.  
Področje mehanike časovno odvisnih materialov, ki ga je akad. Emri soustanovil, je postalo eno ključnih in najhitreje rastočih področij mehanike in bo nedvomno pustilo pomembno zgodovinsko sled v znanosti in industriji. Leta 1997 je založba Springer mehaniko časovno-odvisnih materialov uvrstila med pomembna samostojna področja in začela izdajati revijo Mechanics of Time-Dependent Matetials, katere glavni urednik je od samega začetka akademik Emri. 
Leta 1983 je prejel nagrado sklada Boris Kidrič za raziskovalne dosežke na področju mehanike polimerov, leta 1986 pa nagrado »Rastko Stojanović« za najboljši prispevek na konferenci Jugoslovanskega združenja za mehaniko. Leta 1997 je kot član Ruske akademije za naravoslovje prejel odlikovanje P. L. Kapice, nagrado B. J. Lazan za leto 2010, ki jo podeljuje ameriško združenje The Society of Experimental Mechanics; ugledne mednarodne nagrade, ki jo podeljuje zveza za eksperimentalno mehaniko Sia Nemat Nasser Medal (2020); je tudi zaslužni inženir Ruske federacije. Od 1996 je član Inženirske akademije Slovenije, član predsedstva Mednarodne inženirske akademije v Moskvi-Rusija (2021 izvoljen tudi v njeno predsedstvo) in dopisni član Ameriške akademije za mehaniko. redni član Evropske akademije znanosti in umetnosti v Salzburgu (2006), evropske akademije znanosti v Liegu, newyorške akademije znanosti, Inženirske akademije Slovenije (1998). Bil je prvi tujec, ki je bil izvoljen za predsednika Ameriškega združenja za eksperimentalni mehaniko (1999-2000); je pridruženi član ameriške akademije za mehaniko (1997), član (predsedstva) Mednarodne inženirske akademije v Rusiji, dopisni član Ameriške akademije za mehaniko, pridruženi član Institute of non-Newtonian Fluid Mechanics, Velika Britanija. V Sloveniji je bil 2001 imenovan za Ambasadorja Republike Slovenije v znanosti in kasneje še za člana SAZU (izredni 2005, redni 2013). Emri je predsednik Sveta za razvoj pri SAZU. Založniška hiša Springer je 2023 izdala knjigo, posvečeno 70-letnici Igorja Emrija z naslovom Advances in Mechanich of Time-Dependent Materials.